# Megaselia montana
Megaselia montana är en tvåvingeart som beskrevs av Schmitz 1935. Megaselia montana ingår i släktet Megaselia och familjen puckelflugor. Inga underarter finns listade i Catalogue of Life.